# Jimmy Cliff
Jimmy Cliff, OM (* jako James Chambers; 30. července 1944) je jamajský ska a reggae zpěvák, hudebník a herec. V roce 2010 byl uveden Rock and Roll Hall of Fame.

## Vyznamenání
- Řád za zásluhy – Jamajka[1]

## Diskografie

### Alba
- Hard Road to Travel (1968)
- Jimmy Cliff (1969) (také Wonderful World, Beautiful People)
- Goodbye Yesterday (1970)
- Another Cycle (1971)
- The Harder They Come (1972)
- Unlimited (1973)
- Struggling Man (1974)
- House of Exile (1974)
- Brave Warrior (1975)
- Follow My Mind (1976)
- In Concert: The Best of Jimmy Cliff (1976)
- Give Thanx (1978)
- I Am The Living (1980)
- Give the People What They Want (s Compass Point All Stars)
- Special (1982)
- The Power and the Glory (1983)
- Cliff Hanger (1985)
- Club Paradise (1986)
- Hanging Fire (1988)
- Images (1989)
- Save Our Planet Earth (1990)
- Breakout (1992)
- Higher and Higher (1996)
- Journey of Lifetime (1998)
- Humanitarian (1999)
- Fantastic Plastic People (2002)
- Black Magic (2004)
- Existence (2011)[2]